# 鳥類飛行手稿

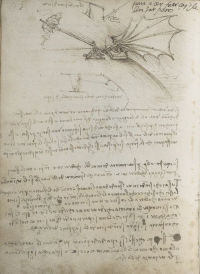
Ms B Fol 88v：關於飛行器或彈弓的設計

鳥類飛行手稿是李奧納多·達文西於1505年左右完成的一份短手稿。 有18張對開紙，大小為21 × 15釐米。現藏於都靈皇家圖書館，論述鳥類如何飛行并有飛行器的製造工序。實際上達文西做出了許多個飛行器，還曾在佛羅倫薩附近的小山上試飛，但沒有成功。
在手稿中達文西說明了鳥類飛行時的重心與其中心壓力不符。

## 外部連結
- Leonardo da Vinci: anatomical drawings from the Royal Library, Windsor Castle （页面存档备份，存于）, exhibition catalog fully online as PDF from The Metropolitan Museum of Art, which contains material on Codex on the Flight of Birds